# Neptuneopsis
Neptuneopsis là một chi ốc biển, là động vật thân mềm chân bụng sống ở biển trong họ Volutidae.

## Các loài
Các loài thuộc chi Neptuneopsis bao gồm:
- Neptuneopsis gilchristi Sowerby III, 1898[3]